# Metropolia di Eliopoli e Tire

Mappa delle sedi metropolitane del patriarcato di Costantinopoli in Anatolia attorno al 1880.

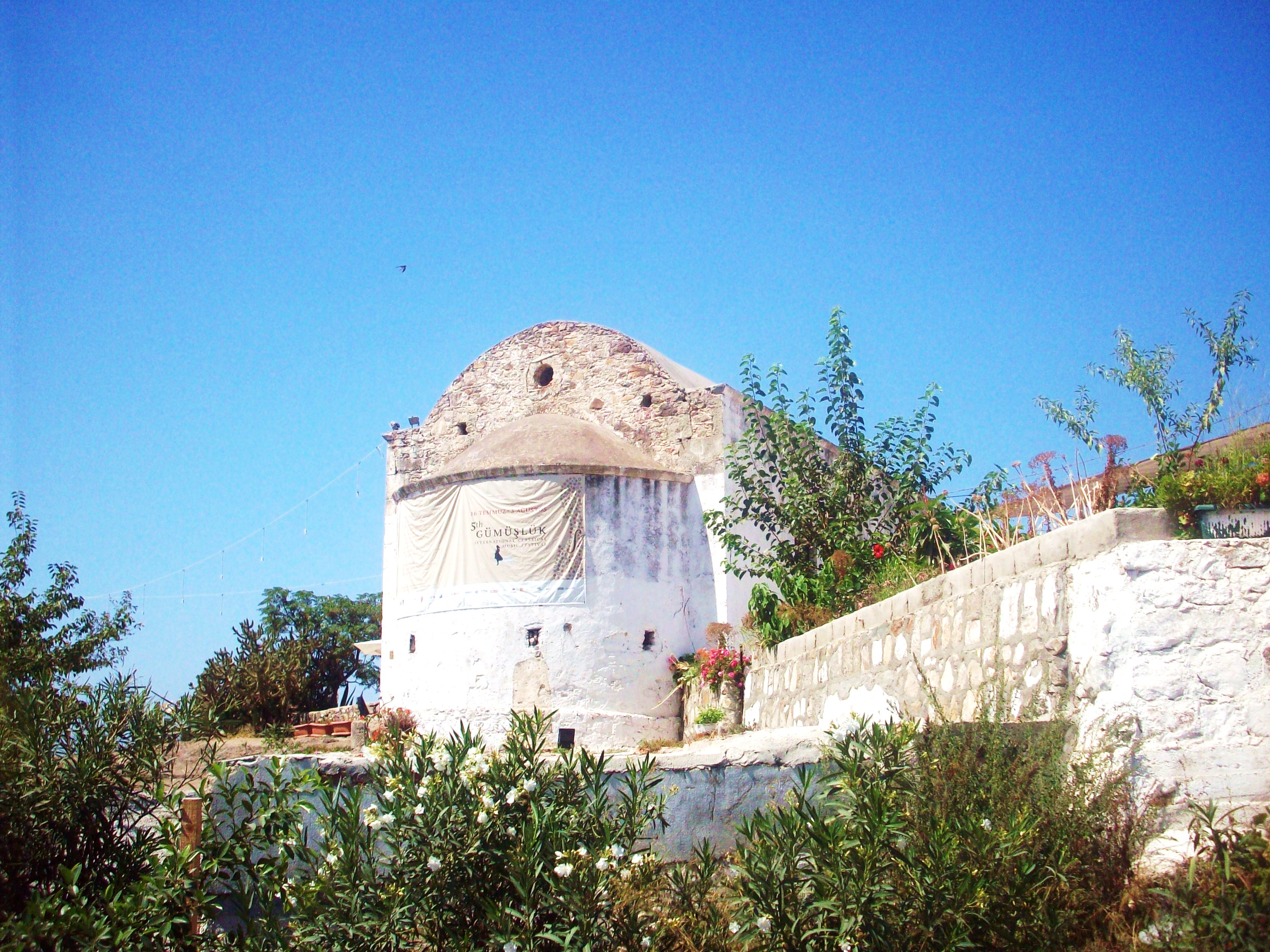
Ex chiesa ortodossa a Gümüşlük.

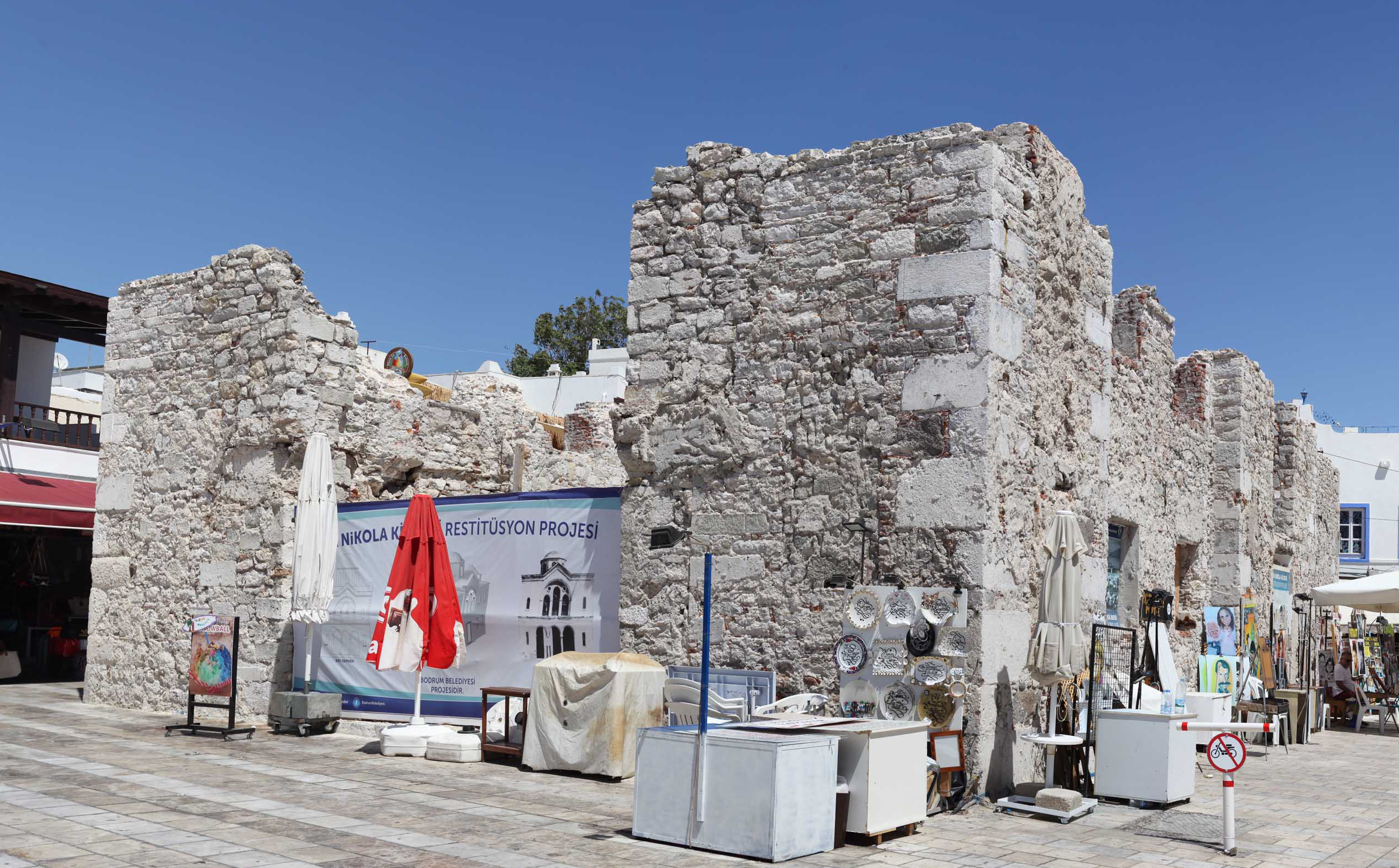
Resti della chiesa di San Nicola a Bodrum.

La metropolia di Eliopoli e Tire (in greco Μητρόπολις Ηλιούπολεως και Θεíρων?, Mitrópolis Ilioúpoleōs kai Theírōu) è una sede soppressa del patriarcato di Costantinopoli.

## Storia
La metropolia occupava il territorio di molte delle diocesi suffraganee di Efeso che, dopo l'occupazione ottomana della regione, andarono via via scomparendo. All'inizio del XVIII secolo una Notitia Episcopatuum non assegnava più nessuna delle quasi 50 suffraganee documentate in epoca bizantina alla metropolia efesina.
Nel 1774 il metropolita Melezio di Efeso propose al patriarca la cessione di parte del territorio di sua competenza per la creazione di una nuova diocesi. Nel luglio di quell'anno il Santo Sinodo di Costantinopoli eresse la diocesi di Eliopoli e Tiatira, suffraganea di Efeso, con sede nella città di Aydın, che, in epoca bizantina, era stata la sede dei vescovi di Tralle di Asia, diocesi soppressa nel XIII secolo. Anche Tiatira, oggi Akhisar, era stata un'antica diocesi bizantina, documentata fino all'XI secolo.
Alla fine del XIX secolo il solo sangiaccato di Aydın comprendeva quasi 17.000 fedeli greco-ortodossi, mentre le città di Nazilli e Akhisar ne comprendevano oltre 2.500; e numerose erano le istituzioni scolastiche della diocesi, con oltre 2.000 alunni.
Il 24 dicembre 1901 la diocesi di Eliopoli e Tiatira fu elevata al rango di metropolia. Nel 1907 occupava l'80º posto tra le 84 metropolie del patriarcato di Costantinopoli, e comprendeva 41 chiese con 55 preti. La metropolia, oltre a Aydın, estendeva la sua giurisdizione anche su Ödemiş, Bayındır, Tavas, Milas, Bodrum, Muğla.
Poco dopo la metropolia cambiò il proprio nome; infatti Tiatira si trovava fuori dal territorio metropolitano, per cui la sede assunse il nome di "Eliopoli e Tire", dal nome della città di Tire, 30 km. a nord di Aydın, che fu sede della diocesi di Arcadiopoli in epoca bizantina.
La metropolia e le comunità cristiane scomparvero in seguito alla guerra greco-turca e agli accordi del trattato di Losanna del 1923 che impose obbligatoriamente lo scambio delle popolazioni tra Grecia e Turchia. La sede tuttavia non è mai stata canonicamente soppressa dal patriarcato.

## Cronotassi
- Gerasimo † (13 luglio 1774 - gennaio 1777 deceduto)
- Leonzio † (gennaio 1777 - 1803 deceduto)
- Callinico † (luglio 1803 - 1811 ?)
- Antimo Komninos † (febbraio 1811 - 30 luglio 1821 sospeso)
- Teodosio † (30 luglio 1821 - ottobre 1821 dimesso)
- Gioannizio † (ottobre 1821 - 1841 deceduto)
- Antimo Likaris † (settembre 1841 - 3 gennaio 1851 eletto metropolita di Smirne)
- Dionisio † (3 gennaio 1851 - 19 febbraio 1877 dimesso)
- Tarasio Vasiliou † (19 febbraio 1877 - 12 agosto 1910 dimesso)
- Panareto Petridis † (12 agosto 1910 - 21 giugno 1912 eletto metropolita di Imbro)
- Smaragdo Chatiziefstathiou † (21 giugno 1912 - 14 ottobre 1924 eletto metropolita di Goumenissa)
- Gennadio Arampatzoglous † (29 gennaio 1925 - 14 marzo 1956 deceduto)
- Melitone Chatzis † (19 febbraio 1963 - 25 ottobre 1966 eletto metropolita di Calcedonia)
- Polieucto Finfinis † (25 giugno 1968 - 12 agosto 1969 eletto metropolita di Svezia)
- Apostolo Dimelis † (15 novembre 1977 - 5 maggio 1988 eletto metropolita di Rodi)
- Atanasio Papas † (2 ottobre 1990 - 21 marzo 2008 eletto metropolita di Calcedonia)
- Crisostomo Mavrogiannopoulos † (10 luglio 2019 - 13 aprile 2022 deceduto)[7]